# Joseph Matthias Götz
Pour les articles homonymes, voir Götz.
Joseph Matthias Götz, baptisé le 31 mars 1696 à Bamberg et mort le 7 août 1760 à Munich, est un sculpteur allemand de l'époque rococo.

## Biographie
Fils d'un sculpteur et facteur d'orgues de Bamberg, Götz est l'élève de son beau-père Sebastian Degler à Bamberg. Il fait ensuite son apprentissage à Passau chez Joseph Hartmann. Il est enfin nommé maître en 1715. Ses premiers travaux d'importance sont une commande de la principauté de Bavière pour l'aménagement de l'église Saint-Nicolas de Passau appartenant au couvent (en) des chanoines réguliers de saint Augustin de Passau.
La carrière de Götz est ensuite lancée dans toute la Basse-Bavière et en Autriche. Bien qu'il ne fût architecte, il réaménage l'abbaye de Fürstenzell, joyau de l'art baroque bavarois, mais ensuite laisse la place à Johann Michael Fischer. Il entre en 1742 au service de l'armée bavaroise en tant qu'ingénieur-officier en 1742 et prend part au combat de la guerre de Succession d'Autriche.
Son élève le plus renommé est Joseph Deutschmann (de).

## Œuvres majeures
- 1715-1717 : Autels latéraux et chaire de l'église Saint-Nicolas de Passau
- 1722-1728 : Église Notre-Dame de l'Assomption d'Attersee am Attersee
- 1723 sq : Aménagement de l'église de la Trinité de Stadl-Paura
- 1723-1729 : Autels de l'église abbatiale de l'abbaye d'Aldersbach
- 1731-1733 : Maître-autel de l'église abbatiale de l'abbaye de Zwettl
- 1732 sq : Aménagement de l'église de pèlerinage de Maria Taferl
- 1732 sq : Divers travaux à Krems an der Donau, où il crée entre autres le pilier de la Trinité
- 1738-1743 : Aménagement de l'église du couvent (de) des Carmélites de Straubing